# Herbert Dingle
Herbert Dingle (* 2. August 1890 in London; † 4. September 1978 in Hull) war ein britischer Astrophysiker und Naturphilosoph. Er war von 1951 bis 1953 Präsident der Royal Astronomical Society.

## Leben
Dingle wurde in London geboren, verbrachte aber nach dem Tod seines Vaters seine ersten Jahre in Plymouth. Wegen unzureichender finanzieller Mittel musste er dort jedoch die Schule verlassen und 11 Jahre als Angestellter arbeiten. Mit 25 Jahren gewann er ein Stipendium für das Imperial College in London und graduierte im Jahr 1918. Im selben Jahr heiratete er Alice Westacott, mit welcher er einen Sohn hatte. Als Quäker wurde Dingle der Militärdienst im Ersten Weltkrieg erlassen. Er erhielt eine Position als Assistent Im Physikdepartment und widmete sich (seinem Mentor Alfred Fowler folgend) dem Studium der Spektroskopie und dabei vor allem ihrer Anwendung in der Astronomie. 1922 wurde Dingle Mitglied (Fellow) der Royal Astronomical Society, deren Präsident er von 1951 bis 1953 war.
Dingle war ein Mitglied der Okkultations-Expeditionen der britischen Regierung von 1927 (Colwyn Bay) und 1932 (Montreal), welche beide aufgrund von bedecktem Himmel scheiterten. 1932 verbrachte er die meiste Zeit am California Institute of Technology als ein Gelehrter der Rockefeller Foundation. Hier traf er den theoretischen Kosomologen Richard C. Tolman und studierte relativistische Kosmologie.
1938 wurde Dingle Professor für Naturphilosophie am Imperial College und war Professor für Geschichte und Philosophie der Wissenschaft am University College London von 1946 bis zu seinem Ruhestand 1955. Danach trug er den Titel „Professor Emeritus“ für diese Institution. Er war ein Mitbegründer der British Society for the History of Science, deren Dingle Prize ihm zu Ehren benannt ist, und gründete die British Society for the Philosophy of Science und damit zusammenhängend die Zeitschrift British Journal for The Philosophy of Science.
Dingle war der Autor von Modern Astrophysics (1924) und Practical Applications of Spectrum Analysis (1950). Er schrieb auch einführende Arbeiten zur Relativitätstheorie wie Relativity for All (1922) und die Monographie The Special Theory of Relativity (1940). Eine Sammlung von Dingles Lesungen über die Geschichte und Philosophie der Wissenschaft wurde 1954 publiziert. Er interessierte sich auch für Englische Literatur und veröffentlichte Science and Literary Criticism (1949) und The Mind of Emily Brontë (1974).

## Kontroversen
Bekannt wurde Dingle auch durch seine Beteiligung an diversen öffentlichen und polemischen Disputen. So kritisierte er in den 1930ern das kosmologische Modell von Edward Arthur Milne als zu spekulativ und nicht auf Erfahrung basierend. Ebenso kritisierte er Arthur Stanley Eddington, wobei sich an dieser Debatte fast jeder prominente britische Astrophysiker und Kosmologe beteiligte. Dingle charakterisierte seine Gegner als „Verräter“ an der wissenschaftlichen Methode und nannte sie „die modernen Aristoteliker“, weil er glaubte, dass ihre theoretischen Überlegungen mehr auf Rationalismus als auf Empirismus basierten. Willem de Sitter unterstützte einige der weniger radikalen Aussagen von Dingles Kritik an Milne und Eddington. Jedoch sind die modernen Kosmologen der Auffassung, dass die hypothetisch-deduktive Methode von Milne gültig ist.
Obwohl er in den 1920ern als einer der ersten ein Lehrbuch über die Spezielle Relativitätstheorie (SRT) verfasst hatte und sie ursprünglich akzeptierte, wandte sich Dingle im Ruhestand von ihr ab und verwarf sie. Ursprünglich argumentierte er, dass die SRT beim Zwillingsparadoxon keine unterschiedliche Alterung der Zwillinge voraussage, aber er erkannte jedoch selbst seine Fehler in der Argumentation. Danach behauptete er, dass die Voraussagen der SRT empirisch falsch seien, obwohl die Experimente das Gegenteil zeigten. Danach fokussierte Dingle seine Kritik wieder auf die Annahme, dass die SRT logisch inkonsistent sei. Vor allem bezog sich Dingle auf die Zeitdilatation, wonach jeder Beobachter die Uhren des anderen wechselseitig langsamer laufen sieht. Für ihn war die Reziprozität der Lorentz-Transformation eine offenkundige Absurdität.
Dingle brachte seine Kritik in einer umfangreichen öffentlichen Kampagne an die Öffentlichkeit, wie zum Beispiel in Briefen an die Zeitschrift Nature. Viele Wissenschaftler (darunter Whitrow) antworteten ihm und erklärten, dass die Reziprozität der Lorentz-Transformation einfach demonstriert werden kann und somit die SRT keineswegs inkonsistent ist. Dingle lehnte die Lösungen jedoch ab und veröffentlichte schließlich (1972) das Buch Science at the Crossroads, in dem er behauptete, dass die Widerlegung der SRT erbracht sei, jedoch von der gesamten wissenschaftlichen Welt ignoriert bzw. unterdrückt worden sei. Der Konsens in der wissenschaftlichen Gemeinschaft ist jedoch, dass Dingles Einwände zur logischen Konsistenz der SRT unbegründet sind.

## Einzelbelege
1. 1 2 3  G.J. Whitrow: Obituaries: Herbert Dingle. In: Royal Astronomical Society (Hrsg.): Quarterly Journal of the Royal Astronomical Society. Band 21, 1980, S. 333–338, bibcode:1980QJRAS..21..333W.
2. ↑  The Scientific Adventure: Essays in the History and Philosophy of Science, 1954, re-published in 1970 by Ayer Publishing.
3. ↑  „Cosmology: Methodological Debates in the 1930s and 1940s“ from the Stanford Encyclopedia of Philosophy
4. ↑  H. Dingle: The Case against Special Relativity. In: Nature. 14. Oktober 1967, S. 119 (englisch).
5. ↑  W. H. McCrea: Why The Special Theory of Relativity is Correct. In: Nature. 14. Oktober 1967, S. 122 (englisch).
6. ↑  Giulini, Domenico, Special Relativity: A First Encounter, 100 Years since Einstein, 2005.
7. ↑  Commentary on the Dingle Dispute in the journal Nature, 1967, wiederabgedruck in Dingles Buch Science at the Crossroads.
8. ↑  Für Antworten an Dingle siehe z. B.: Crawford, Frank S., Bull. Inst. Phys., 7, 314 (1956); Fremlin, J. H., Nature, 180, 499 (1957); Darwin, Charles, Nature, 180, 976 (1957); Crawford, F. S., Nature, 179, 1071 (1957); Landsberg, P. T., Math. Gaz., 47, 197 (1964); McCrea, W. H., Nature, 216, 122 (1967); Fullerton, J. H., Nature, 216, 524 (1967); Barrett, W., Nature, 216, 524 (1967); Landsberg, P. T., Nature, 220, 1182 (1968); Fremlin, F. H., Nature, 244, 27 (1973); Jacob, R., Nature, 244, 27 (1973); Whippman, M., Nature, 244, 27 (1973); Stedman, G. E., Nature, 244, 27 (1973); Ziman, J., Nature, 241, 143 (1973); Ellis, G. F. R., Nature, 242, 143 (1973); Armstrong, H. L., Nature, 244, 26 (1973).
9. ↑  Herbert Dingle: Science at the Crossroads. Martin Brian & O'Keeffe, London 1972, ISBN 0-85616-060-1 (englisch).
10. ↑  Prokhovnik, S.J., The Logic of Special Relativity, Cambridge University Press, 1967
11. ↑  Davies, P. C. W. , About Time, Simon and Schushter, 1995